# Банківська безпека
 Банківська безпека  — це стан стійкої життєдіяльності, за якого забезпечуються реалізація основних інтересів, пріоритетних цілей банків, захист від зовнішніх і внутрішніх дестабілізуючих факторів незалежно від умов їх функціонування. Основним критерієм ефективності безпеки банківської діяльності є стабільність фінансового і економічного стану банку.

## Мета безпеки банківської діяльності
Усунення можливостей нанесення банку збитків або упущення ним вигоди, забезпечення його ефективної діяльності та якісної реалізації операцій і угод.

## Досягнення мети безпеки банківської діяльності забезпечується виконанням таких завдань
- профілактика та запобігання правопорушенням і злочинним посяганням на власність, персонал та імідж банку;
- своєчасне виявлення реальних і потенційних загроз банку, проведення заходів щодо їх нейтралізації;
- оперативне виявлення змін і негативних тенденцій у сферах діяльності, інтересів та інформаційної уваги банку, своєчасне реагування елементів його структури на них;
- виявлення та формування умов, сприятливих для реалізації банком своїх інтересів;
- виховання та навчання персоналу банку з питань безпеки;
- послаблення шкідливих наслідків від акцій конкурентів або злочинців з підриву безпеки банку;
- збереження і ефективне використання фінансових, матеріальних та інформаційних ресурсів банку.

Сприймаючи безпеку банківської діяльності як багатогранну систему захисту інтересів банку, можна визначити її основні види, під якими розуміють сукупність заходів єдиної спрямованості, що здійснюються у межах відповідної групи завдань безпеки.

## Види безпеки банківської діяльності
- особиста безпека — забезпечення спокійної роботи, вільного переміщення і відпочинку кожного працівника банку. Досягається виконанням усіма працівниками застережних заходів, передбачених умовами та правилами роботи і нормами особистої поведінки, проведенням спеціальних охоронних заходів, вивченням і дотриманням кожним працівником правил поведінки в екстремальних умовах;
- колективна безпека — забезпечення спокійного, планового і ефективного ритму роботи підрозділів банку. Досягається створенням доброзичливої, спокійної обстановки у колективах, додержанням принципів справедливості, правильними підходами до стимулювання праці, постійним вивченням психологічної обстановки в колективах банку, своєчасним виявленням напруженості у взаєминах працівників, клієнтів і акціонерів банку, запобіганням конфліктним ситуаціям і швидким вирішенням їх, виконанням режимних та охоронних заходів;
- економічна безпека — забезпечення умов для ефективного проведення банком операцій і здійснення угод, зберігання і раціонального використання кредитних та фінансових ресурсів банку, надійного зберігання і транспортування готівки та цінностей, правильної експлуатації техніки і обладнання установ банку. Досягається виваженою політикою керівництва банку в усіх сферах банківської діяльності, що забезпечує виправданий ризик та ефективне вкладання коштів; всебічним знанням і врахуванням особливостей ситуації у регіонах, країні та за їх межами, прогнозуванням її розвитку; наявністю інформації про внутрішнє та зовнішнє середовище діяльності банку, ділову, фінансову і виробничу активність клієнтів; створенням ефективного комплексу заходів захисту електронної системи платежів банку і запобіганням витоку коштів шляхом фальсифікації фінансових документів; наявністю таких, що відповідають встановленим вимогам, місць зберігання готівки, цінностей, технічних засобів, транспорту та обладнання установ банку, вмілою їх експлуатацією, грамотною організацією виконання режимно-охоронних заходів; створенням обстановки дбайливого ставлення до майна банку, суворої і неминучої відповідальності за посягання на матеріальні засоби та за їх псування, ефективним плануванням і додержанням правил пожежної безпеки;
- інформаційна безпека — формування інформаційних ресурсів банку та організація гарантованого їх захисту. Досягається створенням у банку системи збору та обробки інформації, проведенням відповідних заходів щодо їх зберігання та розподілу, визначенням категорій і статусу банківської інформації, порядку і правил доступу до неї, дотриманням усіма працівниками, клієнтами та акціонерами банку норм і правил роботи з банківською інформацією, своєчасним виявленням спроб і можливих каналів витоку інформації зокрема та їх об'єднанням або перетинанням.

## Заходи безпеки банку
Заходи безпеки банку реалізуються у формі охорони, режиму та інформаційно-аналітичного забезпечення його діяльності. Такі форми реалізації заходів безпеки у практичній діяльності банків найбільш характерні для банківського бізнесу і застосовуються практично всіма банками світу.